# Östra Lagnö

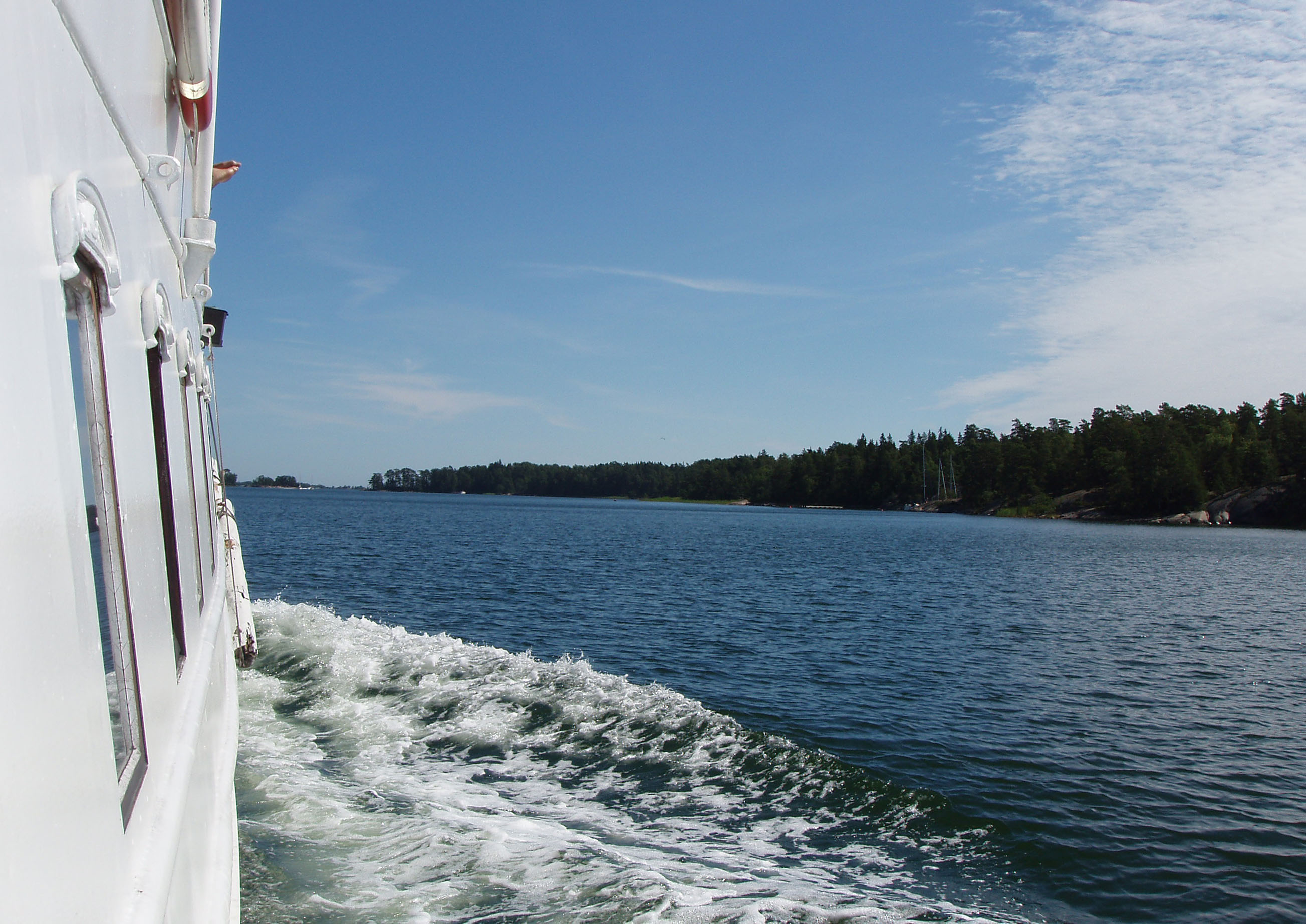
Den västra sidan av den långsträckta ön Östra Lagnö på Ljusterö. Vy mot nordost på fjärden Långtarmen i riktning mot Husaröledens nordligaste del, juli 2009.

Östra Lagnö är en ö  i Österåkers kommun, Stockholms skärgård. Idag (2016) har ön cirka 30 bofasta och 150 sommarboende personer.
Ön är den tredje största i Österåkers kommun. Bland de som bott på Östra Lagnö kan bland annat nämnas konstnärerna Albert Engström, Bruno Liljefors, riksdagspolitikern Per Albin Hansson och mördaren Alfred Ander.
Östra Lagnö ligger nordost om området Västra Lagnö på norra Ljusterö och är förbunden med Ljusterö och det allmänna vägnätet via en svängbro över Klintsundet.  Allmän väg slutar vid Östra Lagnö By vid Hemviken, på öns sydvästra del. På öns nordöstra del finns ett naturreservat, Själbottna-Östra Lagnö naturreservat, som förvaltas av Skärgårdsstiftelsen i Stockholms län. Reservatets areal på Östra Lagnö är cirka 65 ha. I naturreservatets ostligaste del ligger Brännholmen, ett populärt utflyktsområde för sol och bad med långsträckta släta klippor i direkt anslutning till den livligt trafikerade Husaröleden och Svartlögafjärden.
Ön var ursprungligen delad i två delar, med ett sund från Bystaviken i norr till Ramsdal i söder genom sjön Insjön. Den ostligaste delen kallades då Östra Lagnö ö. Landhöjningen har gjort att endast sankmarkerna kring Insjön påminner om det gamla sundet. Fortfarande kallas den lilla byn vid Joffsviken, vid öns sydostligaste del, för Östra Lagnö ö by.

## Historik
Ön är omnämnd som ”Enlang” i den danske kungen Valdemar Sejrs seglingsbeskrivning över Östersjön från 1200-talet.
Den tidigaste kända invånaren på Östra Lagnö var bonden Olof Nilsson, omnämnd i bostadslängden 1639. Östra Lagnö drabbades hårt vid rysshärjningarna 1719, i slutfasen av det stora nordiska kriget. Öns två frälsehemman, som brukades av bönderna Nils och Erik Persson, plundrades och brändes av ryssarna.
Bönderna på Östra Lagnö började tidigt leverera ved till Stockholm och tog även emot huvudstadens sopor, vilka plöjdes ner i åkrarna. När ångbåtstrafiken kom igång på 1800-talet hyrde många stockholmare sommarställen på ön. Att ångbåtarna börjat trafikera Östra Lagnö blev också en möjlighet för Albert Engström, Bruno Liljefors m.fl. att starta en konstnärskoloni på ön år 1894.